# Хочі-Ара
Хочі-Ара (рос. Хочи-Ара) — село у Ножай-Юртовському районі Чечні Російської Федерації.
Населення становить 323 особи. Входить до складу муніципального утворення Рогун-Кажинське сільське поселення.

## Історія
Згідно із законом від 20 лютого 2009 року органом місцевого самоврядування є Рогун-Кажинське сільське поселення.

## Населення
| 1990 | 2002 | 2010 |
| ---- | ---- | ---- |
| 381  | ↘253 | ↗323 |